# 斯馬科弗鎮區 (阿肯色州尤寧縣)
斯馬科弗鎮區（英語：Smackover Township）是位於美國阿肯色州尤寧縣的一個行政鎮區。

## 地方資料
斯馬科弗鎮區的面積為88.87平方千米，當中陸地面積為88.71平方千米，而水域面積為0.16平方千米。根據2010年美國人口普查的數據，當地共有人口2450人，而人口密度為每平方千米27.57人。